# Deçà des Monts

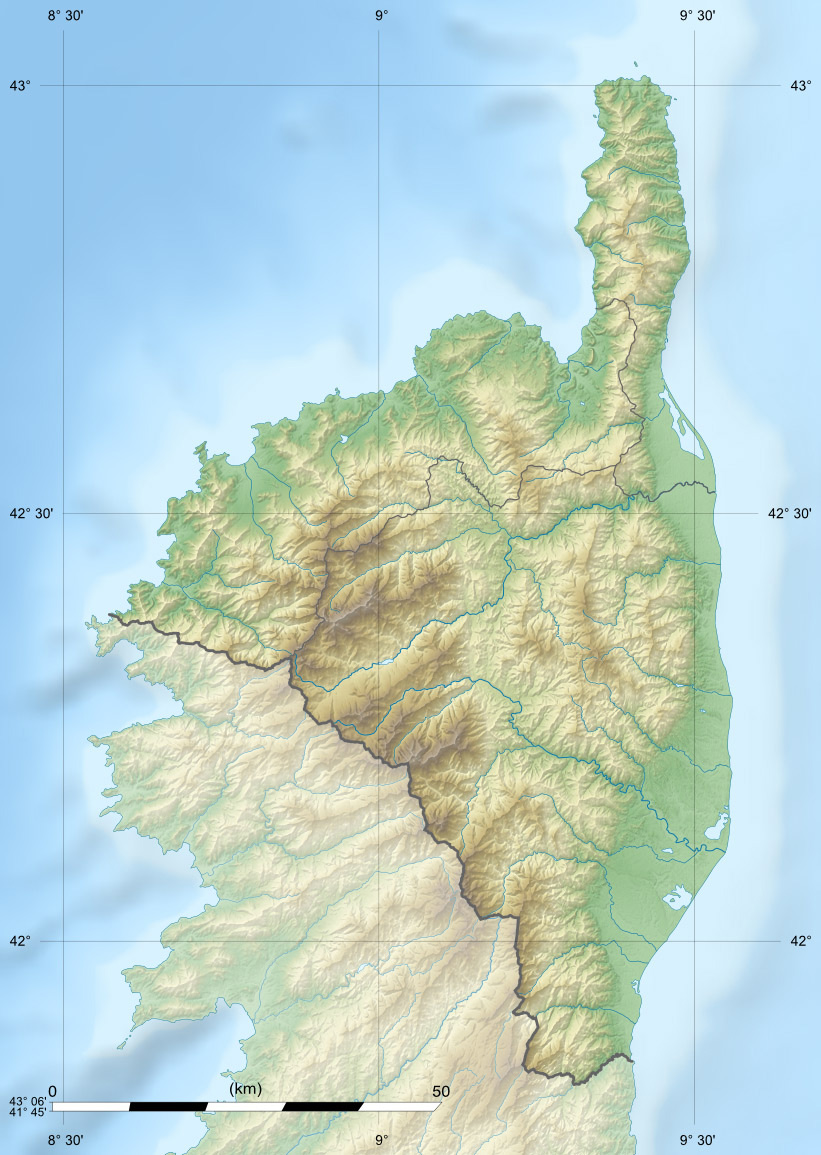
Carte de la partie septentrionale de la Corse.

Le Deçà des Monts (en corse Cismonte, en italien Di quà dai monti ou Banda di dentro) est une entité géographique et historique occupant la moitié septentrionale et orientale de l'île de Corse, dont l'agglomération principale est Bastia. Il s'oppose au Delà des Monts. C'est dans cette partie de l'île que se trouve Corte, capitale historique de l'île.
Son territoire, presque intégralement repris par le tracé du département de la Haute-Corse, culmine au Monte Cinto (2 706 m), sommet de l'île. L'adjectif relatif au Deçà des Monts est cismuntincu (cismontain).

## Géographie
Le Deçà des Monts est la partie de la Corse située au Nord-Est d'une ligne Galéria-Solaro inclus.

« Cette Isle est [divisée] en deux parties principales, dont l’une se nomme il di qua da i monti, c’est-à-dire, partie du Deçà des Monts, respectivement à Bastia capitale de toute l'Isle qui est dans cette partie, & l'autre il dila da i monti partie du Delà des Monts, dont Ajaccio est la capitale.

Ce que l'on appelle les Monts, est une espèce de chaîne de montagnes beaucoup plus élevées que toutes les autres dont l'Isle est couverte, & qui règne sur une étendue de pays d'environ 10 lieues depuis la pointe du petit golfe de Porto dans la juridiction de Vico jusqu’à la tour de Solenzara, à l’extrémité de celle de Porto Vecchio traversant l'Isle dans sa plus grande largeur. »

— Goury De Champgrand in Histoire de l'isle de Corse
La limite entre Deçà et Delà des Monts emprunte les lieux suivants :
- Punta Palazzu,
- Capu Purcile (560 m),
- Punta di a Literniccia (778 m),
- Col de Palmarella (408 m),
- Punta Salisei (927 m),
- Capu a a Ghiallichiccia (1 619 m),
- Col de Capronale (1 329 m),
- Capu a e Ghiarghiole (2 105 m),
- Col de Vergio (1 478 m),
- Capu a u Tozzu (2 007 m),
- Cimatella (2 101 m),
- Bocca d'Acqua Ciarnente (1 568 m),
- Capu a i Sorbi (2 267 m),
- Punta alle Porte (2 313 m),
- Maniccia (2 496 m),
- Bocca Manganello (1 800 m),
- Punta all'Altore (2 021 m),
- Bocca d'Oreccia (1 427 m),
- Pointe Migliarello (2 254 m),
- Col de Vizzavona (1 163 m),
- Punta dell'Oriente (2 112 m),
- Monte Renoso (2 352 m),
- Punta Scaldasole (2 101 m),
- Monte Grosso (1 895 m),
- Col de Verde (1 289 m),
- Punta Bocca dell'Oro (1 926 m),
- Punta della Cappella (2 041 m),
- Monte Formicula (1 981 m),
- Bocca di l'Agnone (1 570 m),
- Punta d'Alluccia (1 590 m),
- Punta di Tozzarella (1 748 m),
- Bocca di Chiralba (1 743 m),
- Monte Incudine (2 134 m),
- Bocca d'Asinau (1 675 m),
- Punta Muvrareccia (1 899 m),
- Monte Vitullu (1 321 m),
- Punta Mozza (1 122 m),
- Punta di Sorba (498 m).

## Histoire

### Juridictions et Fiefs
« Le deçà des Monts comprend dix parties principales qui sont les juridictions de Bastia, Nebbio (dans l'ancienne division on ne comptait ces deux juridictions que pour une), celle de Capo Corso, Aléria, Corte, Calvi & Balagna, & les trois fiefs de Brando, Caneri & Nonza qui contiennent suivant le dénombrement général de l'Isle qui a été fait en 1740, 18 500 feux ou familles, & environ 82 200 âmes, ce qui fait plus des deux tiers de l'Isle. »

— Goury De Champgrand in Histoire de l'isle de Corse
| Juridictions ou fiefs  | Paroisses | Villages | Feux   | Habitants |
| ---------------------- | --------- | -------- | ------ | --------- |
| Capo Corso             | 10        | 10       | 1 480  | 6 410     |
| Fief de Brando         | 5         | 5        | 535    | 2 386     |
| Fief de Canari         | 1         | 1        | 145    | 618       |
| Fief de Nonza          | 4         | 4        | 227    | 962       |
| Juridiction de Bastia  | 88        | 95       | 6 473  | 28 841    |
| Juridiction de Nebbio  | 14        | 14       | 1 177  | 5 148     |
| Juridiction d'Aléria   | 31        | 34       | 2 003  | 9 087     |
| Juridiction de Corte   | 63        | 71       | 3 328  | 14 766    |
| Juridiction de Calvi   | 7         | 7        | 998    | 4 421     |
| Juridiction de Balagna | 24        | 30       | 2 134  | 9 489     |
| Totaux :               | 247       | 271      | 18 500 | 82 128    |

Administration de la justice
Il y avait dans chaque juridiction des auditeurs, personnes au fait des lois et de la jurisprudence, qui décidaient les procès civils et instruisaient ceux en matière criminelle.